# Emmy do Primetime de melhor atriz coadjuvante em série dramática
O Emmy do Primetime de melhor atriz coadjuvante em série de drama (no original em inglês Primetime Emmy Award for Outstanding Supporting Actress in a Drama Series) é um dos prêmios entregues pela Academia de Artes & Ciências Televisivas por exelência em televisão como parte do Primetime Emmy Award.

## Vencedoras e indicadas
- 1959: Barbara Hale - Perry Mason
- 1960: —
- 1961: —
- 1962: Pamela Brown - Hallmark Hall of Fame
- 1963: Glenda Farrell - Ben Casey
- 1964: Ruth White - Hallmark Hall of Fame
- 1965: —
- 1966: Lee Grant - Peyton Place
- 1967: Agnes Moorehead - The Wild Wild West
- 1968: Barbara Anderson - Ironside
- 1969: Susan St. James - The Name of the Game

### Década de 1970
- 1970: Gail Fisher – Mannix como Peggy Fair
  - Agnes Moorehead – Bewitched como Endora
  - Lurene Tuttle – Julia como Enfermeira Hannah Yarby

- 1971: Margaret Leighton – Hallmark Hall of Fame: "Hamlet" como Gertrude
  - Gail Fisher – Mannix como Peggy Fair
  - Susan Saint James – The Name of the Game como Peggy Maxwell
  - Elena Verdugo – Marcus Welby, M.D. como Consuelo Lopez

- 1972: Jenny Agutter – The Snow Goose como Fritha
  - Gail Fisher – Mannix como Peggy Fair
  - Elena Verdugo – Marcus Welby, M.D. como Consuelo Lopez

- 1973: Ellen Corby – The Waltons como Esther Walton
  - Gail Fisher – Mannix como Peggy Fair
  - Nancy Walker – McMillan & Wife como Mildred

- 1974: Joanna Miles – The Glass Menagerie como Laura Wingfield
  - Ellen Corby – The Waltons como Esther Walton
  - Nancy Walker – McMillan & Wife como Mildred

- 1975: Ellen Corby – The Waltons como Esther Walton
  - Angela Baddeley – Upstairs, Downstairs como Sra. Bridges
  - Nancy Walker – McMillan & Wife como Mildred

- 1976: Ellen Corby – The Waltons como Esther Walton
  - Angela Baddeley – Upstairs, Downstairs como Sra. Bridges
  - Susan Howard – Petrocelli como Maggie Petrocelli
  - Dorothy McGuire – Rich Man, Poor Man como Mary Jordache
  - Sada Thompson – Lincoln como Primeira-Dama Mary Todd Lincoln

- 1977: Kristy McNichol – Family como Letitia Lawrence
  - Meredith Baxter – Family como Nancy Lawrence Maitland
  - Ellen Corby – The Waltons como Esther Walton
  - Lee Meriwether – Barnaby Jones como Betty Jones
  - Jacqueline Tong – Upstairs, Downstairs como Daisy Barnes

- 1978: Nancy Marchand – Lou Grant como Margaret Pynchon
  - Meredith Baxter – Family como Nancy Lawrence Maitland
  - Tovah Feldshuh – Holocaust como Helena Slomova
  - Linda Kelsey – Lou Grant como Billie Newman
  - Kristy McNichol – Family como Letitia Lawrence

- 1979: Kristy McNichol – Family como Letitia Lawrence
  - Linda Kelsey – Lou Grant como Billie Newman
  - Nancy Marchand – Lou Grant como Margaret Pynchon

### Década de 1980
- 1980: Nancy Marchand – Lou Grant como Margaret Pynchon
  - Nina Foch – Lou Grant como Sra. Polk
  - Linda Kelsey – Lou Grant como Billie Newman
  - Jessica Walter – Trapper John, M.D. como Melanie McIntyre

- 1981: Nancy Marchand – Lou Grant como Margaret Pynchon
  - Barbara Barrie – Breaking Away como Evelyn Stroller
  - Barbara Bosson – Hill Street Blues como Fay Furillo
  - Linda Kelsey – Lou Grant como Billie Newman
  - Betty Thomas – Hill Street Blues como Sargento Lucille Bates

- 1982: Nancy Marchand – Lou Grant como Margaret Pynchon
  - Barbara Bosson – Hill Street Blues como Fay Furillo
  - Julie Harris – Knots Landing como Lilimae Clements
  - Linda Kelsey – Lou Grant como Billie Newman
  - Betty Thomas – Hill Street Blues como Sargento Lucille Bates

- 1983: Doris Roberts – St. Elsewhere como Cora
  - Barbara Bosson – Hill Street Blues como Fay Furillo
  - Christina Pickles – St. Elsewhere como Enfermeira Helen Rosenthal
  - Madge Sinclair – Trapper John, M.D. como Enfermeira Ernestine Shoop
  - Betty Thomas – Hill Street Blues como Sargento Lucille Bates

- 1984: Alfre Woodard – Hill Street Blues como Doris Robson
  - Barbara Bosson – Hill Street Blues como Fay Furillo
  - Piper Laurie – St. Elsewhere como Fran Singleton
  - Madge Sinclair – Trapper John, M.D. como Enfermeira Ernestine Shoop
  - Betty Thomas – Hill Street Blues como Sargento Lucille Bates

- 1985: Betty Thomas – Hill Street Blues como Sargento Lucille Bates
  - Barbara Bosson – Hill Street Blues como Fay Furillo
  - Christina Pickles – St. Elsewhere como Enfermeira Helen Rosenthal
  - Doris Roberts – Remington Steele como Mildred Krebs
  - Madge Sinclair – Trapper John, M.D. como Enfermeira Ernestine Shoop

- 1986: Bonnie Bartlett – St. Elsewhere como Ellen Craig
  - Allyce Beasley – Moonlighting como Agnes DiPesto
  - Christina Pickles – St. Elsewhere como Enfermeira Helen Rosenthal
  - Betty Thomas – Hill Street Blues como Sargento Lucille Bates

- 1987: Bonnie Bartlett – St. Elsewhere como Ellen Craig
  - Allyce Beasley – Moonlighting como Agnes DiPesto
  - Christina Pickles – St. Elsewhere como Enfermeira Helen Rosenthal
  - Susan Ruttan – L.A. Law como Roxanne Melman
  - Betty Thomas – Hill Street Blues como Sargento Lucille Bates

- 1988: Patricia Wettig – thirtysomething como Nancy Krieger Weston
  - Bonnie Bartlett – St. Elsewhere como Ellen Craig
  - Polly Draper – thirtysomething como Ellyn Warren
  - Christina Pickles – St. Elsewhere como Enfermeira Helen Rosenthal
  - Susan Ruttan – L.A. Law como Roxanne Melman

- 1989: Melanie Mayron – thirtysomething como Melissa Steadman
  - Michele Greene – L.A. Law como Abby Perkins
  - Lois Nettleton – In the Heat of the Night como Joanne St. John
  - Amanda Plummer – L.A. Law como Alice Hackett
  - Susan Ruttan – L.A. Law como Roxanne Melman

### Década de 1990
- 1990: Marg Helgenberger – China Beach como KC Koloski
  - Sherilyn Fenn – Twin Peaks como Audrey Horne
  - Melanie Mayron – thirtysomething como Melissa Steadman
  - Diana Muldaur – L.A. Law como Rosalind Shays
  - Susan Ruttan – L.A. Law como Roxanne Melman

- 1991: Madge Sinclair – Gabriel's Fire como Imperatriz Josephine
  - Marg Helgenberger – China Beach como KC Koloski
  - Piper Laurie – Twin Peaks como Katherine Martell
  - Melanie Mayron – thirtysomething como Melissa Steadman
  - Diana Muldaur – L.A. Law como Rosalind Shays

- 1992: Valerie Mahaffey – Northern Exposure como Eve
  - Mary Alice – I'll Fly Away como Marguerite Peck
  - Barbara Barrie – Law & Order como Sra. Bream
  - Conchata Ferrell – L.A. Law como Susan Bloom
  - Cynthia Geary – Northern Exposure como Shelly Tambo
  - Marg Helgenberger – China Beach como KC Koloski
  - Kay Lenz – Reasonable Doubts como Maggie Zombro

- 1993: Mary Alice – I'll Fly Away como Marguerite Peck
  - Cynthia Geary – Northern Exposure como Shelly Tambo
  - Kay Lenz – Reasonable Doubts como Maggie Zombro
  - Kellie Martin – Life Goes On como Rebecca Thatcher
  - Peg Phillips – Northern Exposure como Ruth-Anne Miller

- 1994: Leigh Taylor-Young – Picket Fences como Rachel Harris
  - Amy Brenneman – NYPD Blue como Janice Licalsi
  - Jill Eikenberry – L.A. Law como Ann Kelsey
  - Sharon Lawrence – NYPD Blue como Sylvia Costas
  - Gail O'Grady – NYPD Blue como Donna Abandando

- 1995: Julianna Margulies – ER como Enfermeira Carol Hathaway
  - Barbara Babcock – Dr. Quinn, Medicine Woman como Dorothy Jennings
  - Tyne Daly – Christy como Alice Henderson
  - Sharon Lawrence – NYPD Blue como Sylvia Costas
  - Gail O'Grady – NYPD Blue como Donna Abandando

- 1996: Tyne Daly – Christy como Alice Henderson
  - Barbara Bosson – Murder One como Miriam Grasso
  - Sharon Lawrence – NYPD Blue como Sylvia Costas
  - Julianna Margulies – ER como Enfermeira Carol Hathaway
  - Gail O'Grady – NYPD Blue como Donna Abandando

- 1997: Kim Delaney – NYPD Blue como Detetive Diane Russell
  - Laura Innes – ER como Dra. Kerry Weaver
  - CCH Pounder – ER como Dra. Angela Hicks
  - Della Reese – Touched by an Angel como Tess
  - Gloria Reuben – ER como Dra. Jeanie Boulet

- 1998: Camryn Manheim – The Practice como Ellenor Frutt
  - Kim Delaney – NYPD Blue como Detetive Diane Russell
  - Laura Innes – ER como Dra. Kerry Weaver
  - Della Reese – Touched by an Angel como Tess
  - Gloria Reuben – ER como Dra. Jeanie Boulet

- 1999: Holland Taylor – The Practice como Roberta Kittleson
  - Lara Flynn Boyle – The Practice como Helen Gamble
  - Kim Delaney – NYPD Blue como Detetive Diane Russell
  - Camryn Manheim – The Practice como Ellenor Frutt
  - Nancy Marchand – The Sopranos como Livia Soprano

### Década de 2000
- 2000: Allison Janney – The West Wing como C. J. Cregg
  - Stockard Channing – The West Wing como Primeira-Dama Abbey Bartlet
  - Tyne Daly – Judging Amy como Maxine Gray
  - Nancy Marchand – The Sopranos como Livia Soprano
  - Holland Taylor – The Practice como Roberta Kittleson

- 2001: Allison Janney – The West Wing como C. J. Cregg
  - Stockard Channing – The West Wing como Primeira-Dama Abbey Bartlet
  - Tyne Daly – Judging Amy como Maxine Gray
  - Maura Tierney – ER como Dra. Abby Lockhart
  - Aida Turturro – The Sopranos como Janice Soprano

- 2002: Stockard Channing – The West Wing como Primeira-Dama Abbey Bartlet
  - Lauren Ambrose – Six Feet Under como Claire Fisher
  - Tyne Daly – Judging Amy como Maxine Gray
  - Janel Moloney – The West Wing como Donna Moss
  - Mary-Louise Parker – The West Wing como Amy Gardner

- 2003: Tyne Daly – Judging Amy como Maxine Gray
  - Lauren Ambrose – Six Feet Under como Claire Fisher
  - Stockard Channing – The West Wing como Primeira-Dama Abbey Bartlet
  - Rachel Griffiths – Six Feet Under como Brenda Chenowith
  - Lena Olin – Alias como Irina Derevko

- 2004: Drea de Matteo – The Sopranos como Adriana La Cerva
  - Stockard Channing – The West Wing como Primeira-Dama Abbey Bartlet
  - Tyne Daly – Judging Amy como Maxine Gray
  - Janel Moloney – The West Wing como Donna Moss
  - Robin Weigert – Deadwood como Jane Calamidade

- 2005: Blythe Danner – Huff como Izzy Huffstodt
  - Stockard Channing – The West Wing como Primeira-Dama Abbey Bartlet
  - Tyne Daly – Judging Amy como Maxine Gray
  - Sandra Oh – Grey's Anatomy como Drª. Cristina Yang
  - CCH Pounder – The Shield como Capitão Claudette Wyms

- 2006: Blythe Danner – Huff como Izzy Huffstodt
  - Candice Bergen – Boston Legal como Shirley Schmidt
  - Sandra Oh – Grey's Anatomy como Drª. Cristina Yang
  - Jean Smart – 24 como Primeira-Dama Martha Logan
  - Chandra Wilson – Grey's Anatomy como Drª. Miranda Bailey

- 2007: Katherine Heigl – Grey's Anatomy como Drª. Izzie Stevens
  - Lorraine Bracco – The Sopranos como Dra. Jennifer Melfi
  - Rachel Griffiths – Brothers & Sisters como Sarah Walker
  - Sandra Oh – Grey's Anatomy como Dra. Cristina Yang
  - Aida Turturro – The Sopranos como Janice Soprano
  - Chandra Wilson – Grey's Anatomy como Dra. Miranda Bailey

- 2008: Dianne Wiest – In Treatment como Dra. Gina Toll
  - Candice Bergen – Boston Legal como Shirley Schmidt
  - Rachel Griffiths – Brothers & Sisters como Sarah Walker
  - Sandra Oh – Grey's Anatomy como Dra. Cristina Yang
  - Chandra Wilson – Grey's Anatomy como Dra. Miranda Bailey

- 2009: Cherry Jones – 24 como Presidente Allison Taylor
  - Rose Byrne – Damages como	Ellen Parsons
  - Hope Davis – In Treatment como Mia Nesky
  - Sandra Oh – Grey's Anatomy como Dra. Cristina Yang
  - Dianne Wiest – In Treatment como Dra. Gina Toll
  - Chandra Wilson – Grey's Anatomy como Dra. Miranda Bailey

### Década de 2010
- 2010: Archie Panjabi – The Good Wife como Kalinda Sharma
  - Christine Baranski – The Good Wife como Diane Lockhart
  - Rose Byrne – Damages como	Ellen Parsons
  - Sharon Gless – Burn Notice como Madeline Westen
  - Christina Hendricks – Mad Men como Joan Harris
  - Elisabeth Moss – Mad Men como Peggy Olson

- 2011: Margo Martindale – Justified como Mags Bennett
  - Christine Baranski – The Good Wife como Diane Lockhart
  - Michelle Forbes – The Killing como Mitch Larsen
  - Christina Hendricks – Mad Men como Joan Harris
  - Kelly Macdonald – Boardwalk Empire como Margaret Schroeder
  - Archie Panjabi – The Good Wife como Kalinda Sharma

- 2012: Maggie Smith – Downton Abbey como Violet Crawley, Viúva Condessa de Grantham
  - Christine Baranski – The Good Wife como Diane Lockhart
  - Joanne Froggatt – Downton Abbey como Anna May Bates
  - Anna Gunn – Breaking Bad como Skyler White
  - Christina Hendricks – Mad Men como Joan Harris
  - Archie Panjabi – The Good Wife como Kalinda Sharma

- 2013: Anna Gunn – Breaking Bad como Skyler White
  - Morena Baccarin – Homeland como Jessica Brody
  - Christine Baranski – The Good Wife como Diane Lockhart
  - Emilia Clarke – Game of Thrones como Daenerys Targaryen
  - Christina Hendricks – Mad Men como Joan Harris
  - Maggie Smith – Downton Abbey como Violet Crawley, Viúva Condessa de Grantham

- 2014: Anna Gunn – Breaking Bad como Skyler White
  - Christine Baranski – The Good Wife como Diane Lockhart
  - Joanne Froggatt – Downton Abbey como Anna May Bates
  - Lena Headey – Game of Thrones como Rainha Cersei Lannister
  - Christina Hendricks – Mad Men como Joan Harris
  - Maggie Smith – Downton Abbey como Violet Crawley, Viúva Condessa de Grantham

- 2015: Uzo Aduba – Orange Is the New Black como Suzanne Warren
  - Christine Baranski – The Good Wife como Diane Lockhart
  - Lena Headey – Game of Thrones como Rainha Cersei Lannister
  - Emilia Clarke – Game of Thrones como Daenerys Targaryen
  - Joanne Froggatt – Downton Abbey como Anna May Bates
  - Christina Hendricks – Mad Men como Joan Harris

- 2016: Maggie Smith – Downton Abbey como Violet Crawley, Viúva Condessa de Grantham
  - Emilia Clarke – Game of Thrones como Daenerys Targaryen
  - Maisie Williams – Game of Thrones como Arya Stark
  - Lena Headey – Game of Thrones como Rainha Cersei Lannister
  - Maura Tierney – The Affair como Helen Solloway
  - Constance Zimmer – UnREAL como Quinn King

- 2017: Ann Dowd – The Handmaid's Tale como Tia Lydia
  - Millie Bobby Brown – Stranger Things como Eleven
  - Uzo Aduba – Orange Is the New Black como Suzanne "Crazy Eyes" Warren
  - Thandiwe Newton – Westworld como Maeve Millay
  - Samira Wiley – The Handmaid's Tale como Moira
  - Chrissy Metz – This Is Us como Kate Pearson

- 2018: Thandiwe Newton – Westworld como Maeve Millay
  - Alexis Bledel – The Handmaid's Tale como Ofglen/Emily
  - Ann Dowd – The Handmaid's Tale como Tia Lydia
  - Yvonne Strahovski – The Handmaid's Tale como Serena Joy
  - Lena Headey – Game of Thrones como Cersei Lannister
  - Millie Bobby Brown – Stranger Things como Eleven
  - Vanessa Kirby – The Crown como Princesa Margaret

- 2019: Julia Garner – Ozark como Ruth Langmore
  - Gwendoline Christie – Game of Thrones como Brienne de Tarth
  - Maisie Williams – Game of Thrones como Arya Stark
  - Lena Headey – Game of Thrones como Cersei Lannister
  - Sophie Turner – Game of Thrones como Sansa Stark
  - Fiona Shaw – Killing Eve como Carolyn Martens

### Década de 2020
2020: Julia Garner - Ozark como Ruth Langmore
- Helena Bonham Carter - The Crown como Princesa Margaret
- Laura Dern - Big Little Lies como Renata Klein
- Thandiwe Newton - Westworld como Maeve Millay
- Fiona Shaw - Killing Eve como Carolyn Martens
- Sarah Snook - Succession como Siobhan "Shiv" Roy
- Meryl Streep - Big Little Lies como Mary Louise Wright
- Samira Wiley - The Handmaid's Tale como Moira Strand

2021: Gillian Anderson - The Crown como Margaret Thatcher
- Helena Bonham Carter - The Crown como Princesa Margaret
- Emerald Fennell - The Crown como Camilla Parker Bowles
- Madeline Brewer - The Handmaid's Tale como Janine Lindo
- Yvonne Strahovski - The Handmaid's Tale como Serena Joy Waterford
- Samira Wiley - The Handmaid's Tale como Moira Strand
- Ann Dowd - The Handmaid's Tale como Tia Lydia
- Aunjanue Ellis - Lovecraft Country como Hippolyta Freeman

2022: Julia Garner - Ozark como Ruth Langmore
- Sydney Sweeney - Euphoria como Cassie Howard
- Christina Ricci - Yellowjackets como Misty Quigley
- Rhea Seehorn - Better Call Saul como Kim Wexler
- HoYeon Jung - Squid Game como Kang Sae-byeok
- Sarah Snook - Succession como Siobhan "Shiv" Roy
- J. Smith-Cameron - Sucession como Gerry Kellman
- Patricia Arquette - Severance como Harmony Cobel

2023: Jennifer Coolidge - The White Lotus como Tanya McQuoid-Hunt 
- Sabrina Impacciatore - The White Lotus como Valentina
- J. Smith-Cameron - Succession como Gerri Kellman
- Elizabeth Debicki - The Crown como Princesa Diana
- Meghann Fahy - The White Lotus como Daphne Sullivan
- Rhea Seehorn - Better Call Saul como Kim Wexler
- Aubrey Plaza - The White Lotus como Harper Spiller

2024: Elizabeth Debicki - The Crown como Diana, Princesa de Gales 
- Christine Baranski - The Gilded Age como Agnes van Rhijn
- Lesley Manville - The Crown como Princesa Margaret
- Nicole Beharie - The Morning Show como Christina Hunter
- Holland Taylor - The Morning Show como Cybil Richards
- Karen Pittman - The Morning Show como Mia Jordan
- Greta Lee - The Morning Show como Stella Bak